# (2437) Amnestia
(2437) Amnestia es un asteroide perteneciente al cinturón de asteroides descubierto el 14 de septiembre de 1942 por Marja Ilmatar Väisälä desde el observatorio de Iso-Heikkilä en Turku.
Está nombrado en honor de Amnistía Internacional.